# Jeanne Beijerman-Walraven
Jeanne Clara Beijerman-Walraven (* 14. Juni 1878 in Semarang, Indonesien; † 20. September 1969 in Arnheim, Niederlande) war eine niederländische Komponistin. Sie wuchs in Indonesien auf, das damals als niederländische Kolonie Niederländisch-Indien hieß. Von ihrer Mutter erhielt sie erste Unterweisungen am Klavier. Später studierte sie in Den Haag bei Frits Koeberg Komposition.

## Werke (Auswahl)
- Sonate, Violine, Pianoforte, 1909/1952[2]
- Konzert Overtüre für Orchester, 1910[2]
- Choral, Orgel/Pianoforte, 1911[2]
- Streichquartett, 1912
- Aus den Gedichten (R. Tagore, trans. F. van Eeden), Mezzosopran, Pianoforte, vor 1916
- Stück für Orchester, 1921[2]
- Lento und Allegro moderato für Orchester, 1921
- 2 Stücke für Piano solo, 1922[2]
- Ich muss mein Boot zu Wasser lassen, Nun mögen sich alle Modi vermischen; Der kranke Nachbar (F. Pauwels) Orchester, 1922[2]
- Im Strom (H. Keuls), Lied, 1924[2]
- Festlied (Keuls), Sopran, Klavier/Orchester, 1926
- Zum Schweigen bringen (Keuls), Lied, 1940[2]
- Andante espressivo con molta emozione, Pianoforte, 1950[2]
- Mutter (3 Gedichte von M. Carême), tiefe Violine, Pianoforte, 1950[2]
- Die Katastrophe (Renée), Lied, 1953[2]

ohne Datum:
- Pan (H. Gorter), S, pf
- Es ist Winter, S, pf
- Licht mein Licht, SATB